# Philip Johnson
Philip Cortelyou Johnson (n. 8 iulie 1906, Cleveland, Ohio, SUA – d. 25 ianuarie 2005, New Canaan⁠(d), Connecticut, SUA) a fost un arhitect, autor, istoric al artei, director de muzeu american. 

## Biografie

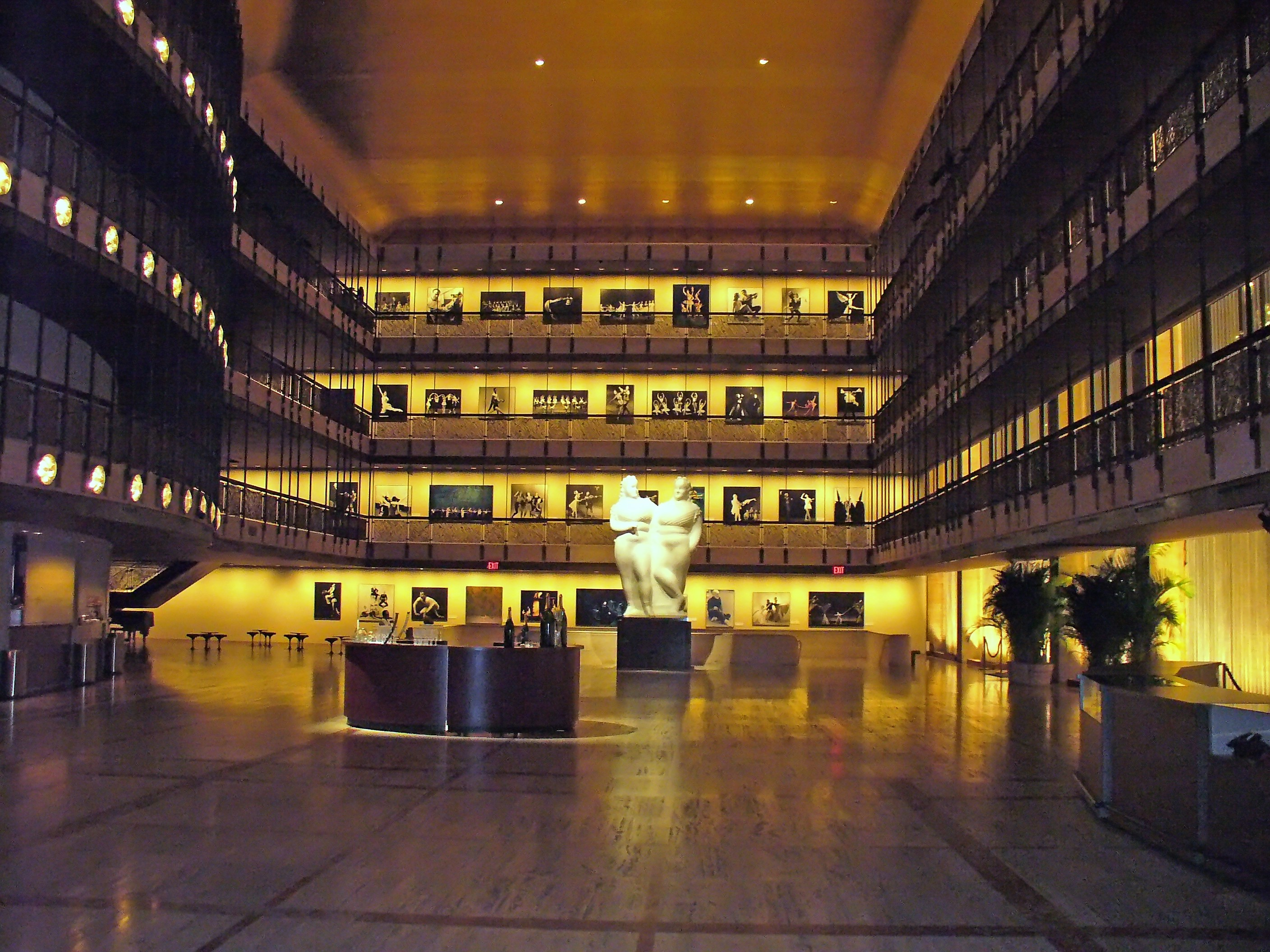
New York State Theater

S-a născut în Cleveland, Ohio. A studiat arhitectura și a făcut apoi un master în istoria arhitecturii la Universitatea Harvard. După ce și-a terminat studiile, Johnson  a acceptat postul de director al departamentului de arhitectură al Muzeului de Arta Modernă din New York, care tocmai fusese înființată.
În anii următori s-a dedicat mai multor activități,în afară de arhitectură. A fost critic, autor, istoric și director de muzeu, până în cele din urmă, la vârsta de 36 ani, s-a concentrat asupra arhitecturii și a desenat prima sa clădire. Începând de atunci cariera lui a fost una ascendentă.

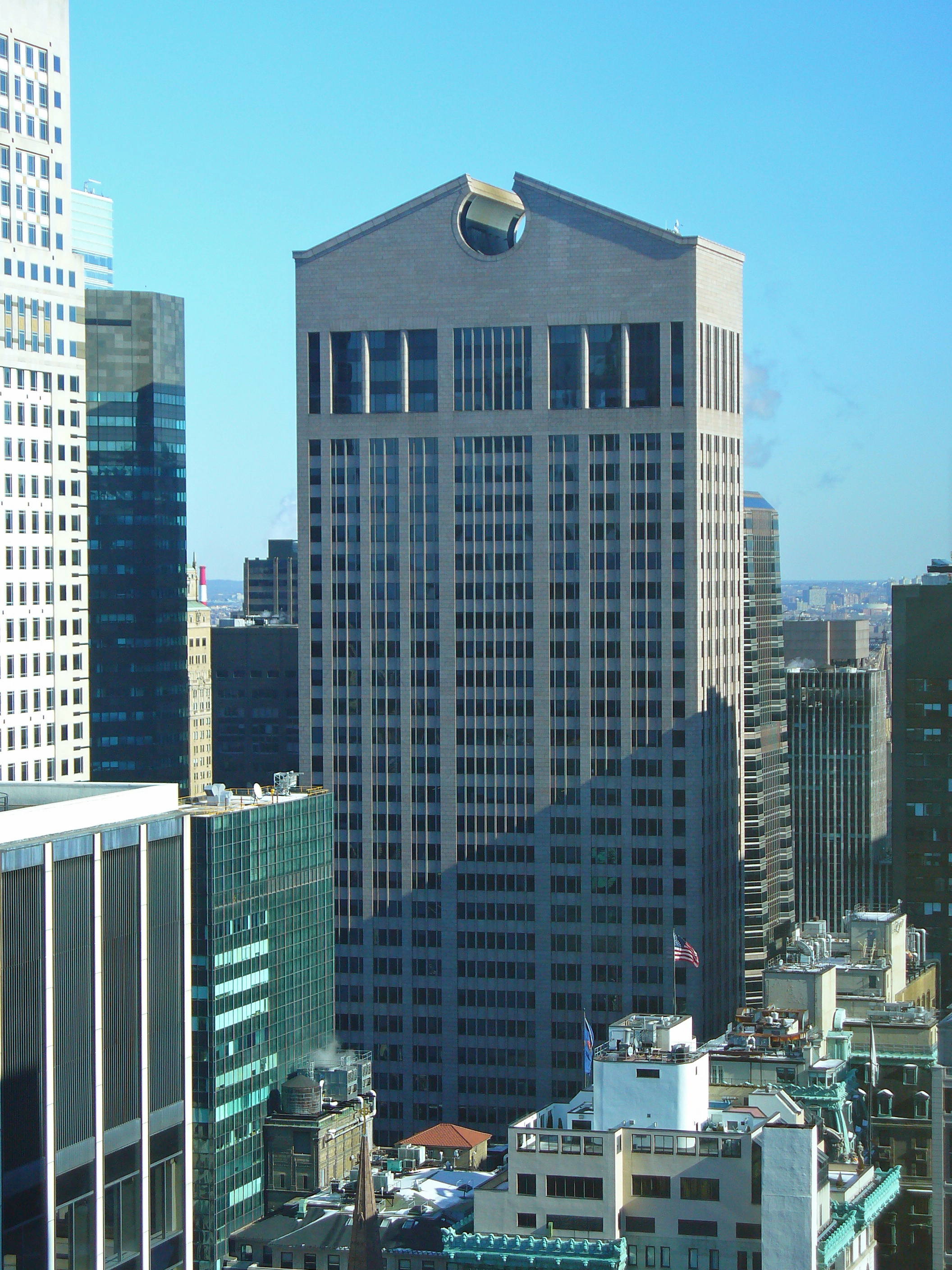
Sony Building

În 1967 s-a asociat cu John Burgee,asociere ce a durat 20 de ani. În acest timp, ambii arhitecți au realizat un număr foarte mare de proiecte.
Johnson a organizat primele vizite arhitectonice ale lui Ludwig Mies van der Rohe, și a lui Le Corbusier, când aceștia au călătorit în Statele Unite ale Americii. Cu Mies a avut o relație strânsă și a colaborat mai târziu cu el la proiectarea și construcția faimoasei clădiri Seagram în New York.
Johnson a fost distins de către Institutul American al Arhitecților  cu Medalia de aur, și în 1979 a primit primul Premiu Pritzker, cel mai râvnit premiu în arhitectură.
Începând cu 1989 Johnson  s-a retras din viața publică. Și-a dedicat timpul mai ales proiectelor proprii, chiar dacă a rămas consilier al vechiului birou. Unul dintre ultimele proiecte a fost o nouă școală de Belle Arte în statul Pennsylvania.
Lucrarea cea mai faimoasă a lui Johnson este probabil Casa de sticlă (The Glass House), din New Canaan, Connecticut. Este o clădire cu structură metalică foarte delicată care nu împiedică vederea. Toți pereții sunt în întregime din sticlă, fac din casă o clădire transparentă, permițând vederea dintr-un colț în altul, din exteriorul clădirii. Johnson a proiectat casa pentru sine și în același timp ca teză de doctorat pentru absolvirea sa. De atunci Johnson a locuit mereu în ea, de aceea se cheamă și Casa Johnson.

## Lucrări reprezentative

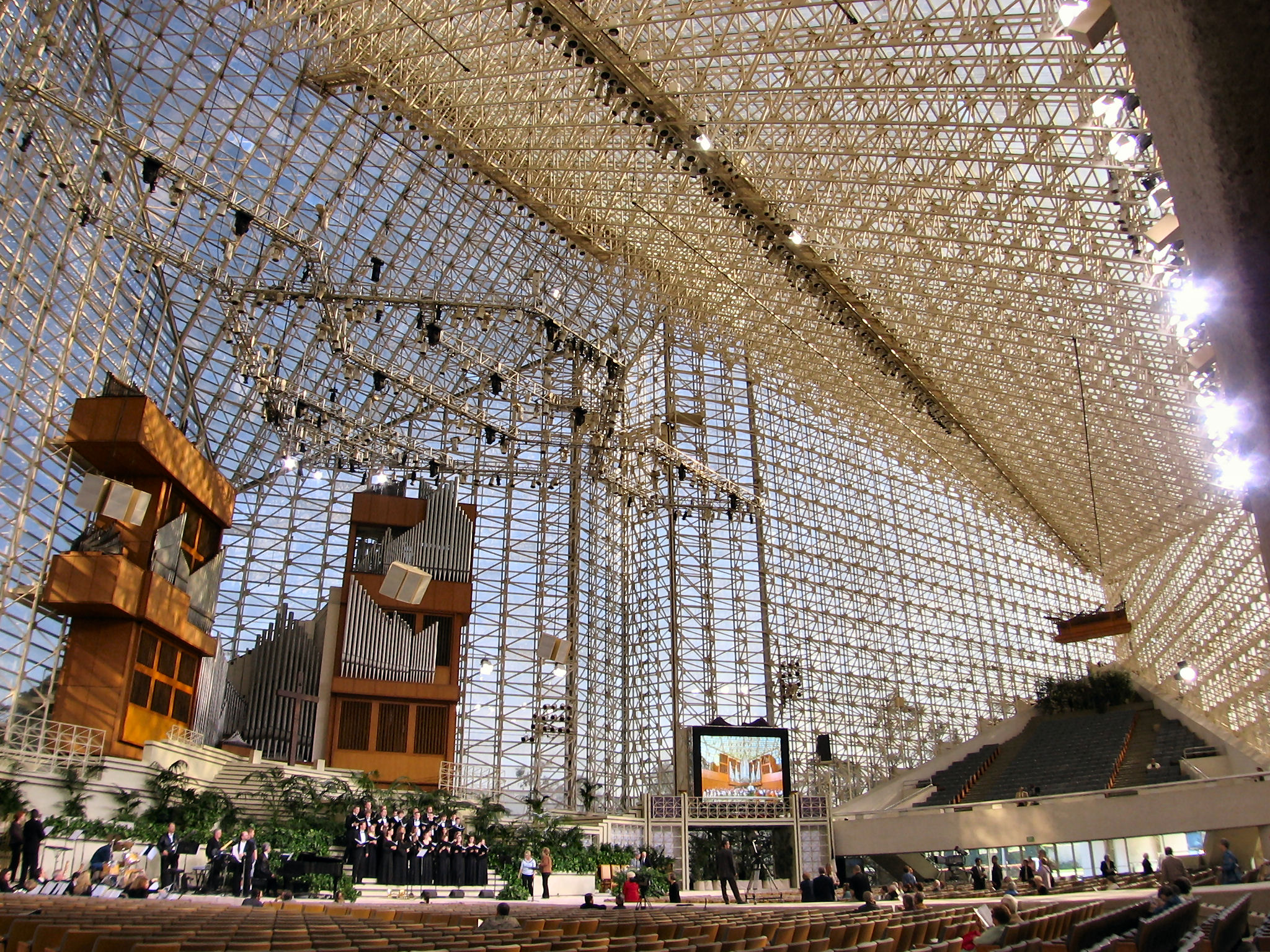
Crystal Cathedral

- Turnul International Place (Boston)
- Turnul Tycon (Vienna, Virginia)
- Turnul Momentum (Dallas, Texas)
- Turnul NCNB (Houston)
- Turnul PPG (Pittsburgh)
- Turnul United Bank (Denver)
- Turnul Bank of Amerika (Houston)
- Clădirea Penzoil Place (Houston
- Sediul principal al AT&T (Nueva York)
- Centrul Național de Arte Dramatice (Bombay, India)
- Centrul Century (South Bend, Indiana)
- Grădinile cu apă (Fort Worth, Texas)
- Centrul Cívic (Peoria, Illinois)
- Centrul Cultural al Condad de Dade (Miami)
- Catedrala din Cristal (Garden Grove, California)
- Muzeul de Arte Neuberger (Suny)
- Restaurant Four Seasons in cladirea Seagram (New York)
- Teatrul de stat din New York in Lincoln Center (New York)
- Rascacielos|Torres Poarta Europei (Madrid, Spania)